# Tétraéthylène glycol diméthyléther
Le tétraéthylène glycol diméthyléther, ou tétraglyme, est un composé chimique de formule H3CO(CH2CH2O)4CH3.
Il s'agit d'un solvant aprotique polaire pourvu d'une très bonne stabilité thermique et chimique. Sa température d'ébullition élevée et sa stabilité en font un solvant efficace pour les processus de séparation et les réactions à haute température. Il est également utilisé dans les accumulateurs lithium-ion ainsi que dans certains types de pompes à chaleur avec le trifluoroéthanol.